# Lophuromys medicaudatus
Lophuromys medicaudatus és un rosegador del gènere Lophuromys que viu a les muntanyes de Ruanda i l'est de la República Democràtica del Congo. Pertany al subgènere Kivumys. Abans que Fritz Dieterlen descrigués L. medicaudatus com a nova espècie l'any 1975, es classificava com a part de L. luteogaster.
L. medicaudatus és un Lophuromys petit amb la cua de llargada mitjana, el crani llarg i els queixals estrets. La part superior del cos és de color marró oliva i la part inferior de color taronja fosc. La part superior de la cua és de color marró fosc i la part inferior és una mica més clara. La llargada corporal és d'entre 92 i 114 mm, la llargada de la cua d'entre 73 i 95 mm, la llargada de les potes posteriors d'entre 18 i 23 mm, la llargada de les orelles d'entre 15 i 19 mm, la llargada del crani d'entre 27,7 i 30,8 mm i el pes d'entre 29 i 43 grams.
L. medicaudatus menja sobretot artròpodes i mol·luscs, com les altres espècies del gènere.